# کسنی‌یا بورودینا
کسنی‌یا بورودینا ( روسی: Ксе́ния Ки́мовна Бородина́ (Амо́ева)؛ زادهٔ ۸ مارس ۱۹۸۳) مجری تلویزیون، بازیگر ارمنی‌تبار اهل روسیه است. وی از سال ۲۰۰۴ میلادی تاکنون مجری برنامه واقع‌نمایی خانه-۲ می‌باشد.

## نگارخانه

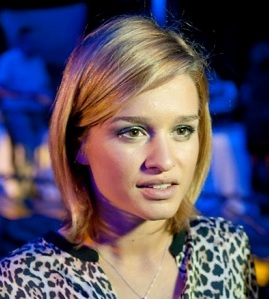

## زندگی‌نامه
وی در ۸ مارس ۱۹۸۳ در به دنیا آمد .